# Севце
Севце је насеље у општини Штрпце на Косову и Метохији. Село је било метох Манастира Хиландара.
Овде се налази Основна школа „Шарски одред“ Севце.

## Порекло становништва по родовима
Подаци из 1938:
- Шубарићи (12 кућа, Св Арханђео), староседеоци.
- Богајчевићи (8 кућа, Св. Арханђео), староседеоци.
- Цумпалевићи (11 кућа, Св. Арханђео), староседеоци.
- Маркагићи (12 кућа, Св. Арханђео), староседеоци.
- Пишмановићи (10 кућа, Св. Арханђео), староседеоци.
- Ђекићи (8 кућа, Св. Арханђео), староседеоци.
- Басарићи (19 кућа, Св. Никола), староседеоци.
- Калпаковићи (7 кућа, Св. Никола), староседеоци.
- Прљинчевићи (12 кућа, Св. Никола), староседеоци.
- Бијачевићи (5 кућа, Св. Никола), староседеоци.
- Јоцковићи (8 кућа, Св. Никола), староседеоци.
- Узуновићи (17 кућа, Ђурђевдан), староседеоци.
- Даћевци (16 кућа, Ђурђевдан), староседеоци.
- Синиковци (16 кућа, Ђурђевдан), староседеоци.
- Ашујини (4 кућа, Св. Никола), врло стари досељеници из Боке Которске.
- Ђелићи (5 кућа, Ђурђевдан), досељени око средине XVIII века из Полошке области, из села Желина.

## Личности
У селу је рођен Светомир Арсић, српски вајар, редовни је члан Српске академије наука и уметности. Пореклом је од староседелачке фамилије Басарића, живео је и радио у Београду.

## Демографија
| Етнички састав према попису из 1981.‍ | Етнички састав према попису из 1981.‍ | Етнички састав према попису из 1981.‍ | Етнички састав према попису из 1981.‍ | Етнички састав према попису из 1981.‍ |
| ------------------------------------ | ------------------------------------ | ------------------------------------ | ------------------------------------ | ------------------------------------ |
|                                      |                                      |                                      |                                      |                                      |
| Срби                                 | Срби                                 |                                      | 1.227                                | 99,92%                               |
| Муслимани                            | Муслимани                            |                                      | 1                                    | 0,08%                                |

| Демографија | Демографија | Демографија |
| Година      | Становника  | Становника  |
| ----------- | ----------- | ----------- |
| 1948.       | 1.049       |             |
| 1953.       | 1.127       |             |
| 1961.       | 1.120       |             |
| 1971.       | 1.223       |             |
| 1981.       | 1.222       |             |
| 1991.       | 1.283       |             |
| 2011.       | 176         |             |